# Robert Berg
Robert Vilhelm Ferdinand Berg, född 1 augusti 1877 i Karlskrona stadsförsamling, Karlskrona död där 18 februari 1953, var en svensk stuveriarbetare och riksdagsledamot.
Berg var till yrket stuveriarbetare i Karlskrona. Han var även politiker och ledamot av riksdagens andra kammare 1921-1924, invald i Blekinge läns valkrets. Från 1934 tillhörde han första kammaren, invald i Blekinge läns och Kristianstads läns valkrets.